# Alnetoidia triseta
Alnetoidia triseta är en insektsart som beskrevs av Irena Dworakowska 1994. Alnetoidia triseta ingår i släktet Alnetoidia och familjen dvärgstritar. Inga underarter finns listade i Catalogue of Life.